# Spiker
Spiker är en spelarposition i volleyboll som även kallas för kantspelare. Termen spiker kommer från "spike" som betyder smash på engelska och indikerar att en spiker ofta anfaller. Det finns normalt två typer av spikers: vänsterspiker som har ett ansvar även i servemottagning och spelar till vänster vid nät samt högerspiker som oftast bara anfaller, även från baklinjen, som spelar till höger vid nät (även kallad "slask").